# Sergio Cragnotti
Sergio Cragnotti (Roma, 9 gennaio 1940) è un imprenditore e dirigente sportivo italiano.
È stato un imprenditore di spicco negli anni 1990 e fino agli inizi degli anni 2000, quando è stato coinvolto nel crac del gruppo Cirio. 
Nel corso della sua carriera è stato presidente della Lazio dal 1992 al 1994 e dal 1998 al 2003. Durante la sua gestione, durata ininterrottamente dal 1992 al 2003, la Lazio ha vinto sette trofei: un campionato, due Coppe Italia, due Supercoppe italiane, una Coppa delle Coppe UEFA e una Supercoppa UEFA.

## Carriera

### Gli inizi
Nato nel quartiere romano Appio-Latino, nei pressi di Porta Metronia, e laureatosi in economia e commercio, Cragnotti comincia la sua carriera finanziaria come contabile nella Calce e Cementi Segni, società della Bombrini Parodi Delfino di Colleferro. Dalla Calce e Cementi Segni emigra e va a lavorare per conto della Cimento Santa Rita in Brasile, paese che sarà all'origine della sua fortuna successiva e in cui trascorrerà talmente tanti anni da essere soprannominato Serginho. La società brasiliana viene acquisita dai Ferruzzi e così Cragnotti conosce il capo della famiglia ravennate, Serafino Ferruzzi. Nel giro di poco tempo viene nominato responsabile di tutte le attività brasiliane del gruppo Ferruzzi.

### L'ascesa
Dopo l'improvvisa morte dello stesso Serafino (nel 1979 a causa di un incidente aereo), alla guida del gruppo agroalimentare viene nominato Raul Gardini, il genero. Cragnotti viene nominato da Gardini responsabile delle attività in Francia, per poi rientrare in Italia dopo qualche tempo ed iniziare un'inarrestabile scalata ai vertici, riuscendo a farsi assegnare un ruolo di primo piano nell'amministrazione finanziaria della Montedison come vicepresidente prima e amministratore delegato poi. Dalla fusione di questa con l'Enichem, nasce l'Enimont, di cui lo stesso Cragnotti diventa amministratore delegato nel 1989, portando in settembre la società in Borsa e diventando uno degli esecutori della scalata condotta da Raul Gardini sull'Enimont: in meno di due mesi Gardini e i suoi sodali si prendono la maggioranza delle azioni, in aperto contrasto con il socio statale paritetico, l'Enichem.
Nel 1991, una volta uscito da Enimont con una liquidazione record da 80 miliardi di lire, Cragnotti entra in piena autonomia e spregiudicatezza nel mondo dell'imprenditoria fondando una merchant bank, la Cragnotti & Partners Capital Investment NV, di cui è il principale azionista nonché presidente. Negli anni successivi rileva diverse aziende in tutto il mondo. Acquisisce in Brasile la Bombril (azienda leader di mercato nel settore prodotti per la pulizia della casa), in Canada la Lawson Mardon (società quotata in Borsa operante nel settore degli imballaggi), e in Italia conclude l'acquisto della Brill (società produttrice di lucido per scarpe) e della Semenzato Casa d'Aste. Le operazioni di maggiore importanza sono l'acquisizione dell'A.L.A. dalla famiglia Marzotto e l'acquisto della Polenghi Lombardo dalla Fedital, la società capofila della partecipazione del settore latte della Federconsorzi, che lo stesso Cragnotti acquisterà dal concordato preventivo Federconsorzi nell'anno successivo; presenterà in quel periodo anche un'offerta d'acquisto, senza poi realizzarlo, per il marchio di elettronica di consumo Autovox. Per i fatti relativi all'acquisizione di Fedital, l'imprenditore capitolino sarà poi imputato nella procedura per bancarotta preferenziale, ma sarà prosciolto dal Gip.

### L'acquisto della Lazio
Il 20 febbraio 1992 Sergio Cragnotti, seguendo anche il suggerimento di suo fratello Giovanni, rileva ufficialmente la Società Sportiva Lazio, dopo una lunga trattativa con il presidente Gianmarco Calleri e l'altro azionista di riferimento Renato Bocchi, per una cifra di 38 miliardi di lire. Il 12 marzo dello stesso anno viene nominato presidente della società biancoceleste, per la quale spese alla sua prima sessione di calciomercato circa 60 miliardi, portando a Roma giocatori del calibro di Diego Fuser, Paul Gascoigne (formalizzando l'acquisto dell'inglese già concluso dal suo predecessore Calleri), Giuseppe Signori (la cui cessione al Parma di Tanzi nel giugno 1995 sarà impedita dai tifosi laziali, che si riversarono in massa nelle strade di Roma con grande disappunto dello stesso Cragnotti, che manifestò la volontà di vendere il club) ed Aron Winter.
È proprietario del club tra il 1992 e il 2003, anche se nel periodo tra il 1994 e il 1998 la carica presidenziale viene affidata a Dino Zoff; sotto la sua gestione, la squadra capitolina ottiene importanti successi a livello nazionale e continentale, vincendo 1 Scudetto (1999-2000), 2 Coppe Italia (1998, 2000), 2 Supercoppe Italiane (1998, 2000), 1 Coppa delle Coppe (1998-1999), 1 Supercoppa UEFA (1999) a cui si aggiungono una finale di Coppa UEFA 1997-1998 (persa contro l'Inter) e due secondi posti in campionato, nel 1994-1995 e nel 1998-1999. Nel 1998 il finanziere romano decide per l'ingresso della Lazio nella Borsa Italiana: il 6 maggio 1998 la società biancoceleste esordisce sul listino di Piazza Affari; è il primo club calcistico italiano a farlo. Successivamente la Roma (maggio 2000) e la Juventus (dicembre 2001) seguiranno l'iniziativa di Cragnotti.

#### Calcio a 5
Dal 1995 al 2003 è proprietario del Torrino Sporting Club Calcio a 5 (poi S.S. Lazio Calcio a 5) con cui conquista uno Scudetto e una Coppa Italia, oltre a disputare quattro finali Scudetto ed una in Coppa dei Campioni.

### La parabola della Cirio e l'arresto
Nel 1994, dopo esserne stato socio attraverso una quota di partecipazione nella controllante Sagrit, diventa azionista unico della Finanziaria Cirio–Bertolli–De Rica che, insieme alle successive acquisizioni della Centrale del Latte di Roma (oltre al controllo prima ancora di quelle di Ancona, Legnano, Napoli e Vicenza), alla creazione della società Eurolat (ceduta poi alla Parmalat di Tanzi) e all'acquisizione del gruppo Del Monte Royal Foods, trasforma in un vero e proprio colosso agroalimentare. All'inizio degli anni 2000 tutte le sue attività raggiungono il massimo della parabola.
Nel 2001 comincia la fase discendente dell'attività imprenditoriale di Cragnotti: infatti, si intravedono le prime avvisaglie di una crisi che culminerà nel 2002 con il default di nove bond per un totale di 1,125 miliardi di euro. Cragnotti è invitato a mettersi da parte e a lasciare le sue imprese, compresa la Lazio, nelle mani delle banche. Nel 2003 viene inserito nel registro degli indagati dalla Procura di Roma, con l'accusa di bancarotta fraudolenta. Nel febbraio 2004, dopo esser stato arrestato nella sua tenuta di Montepulciano, viene rinchiuso nel carcere di Regina Coeli con ordinanza di custodia cautelare. Esce ad agosto dello stesso anno.

### Altre attività
Nel 2008 è stato presidente della sezione paracadutismo della Lazio. Nell'estate 2016, ha appoggiato l'idea del figlio Massimo di rientrare nel calcio, fondando la Cragnotti Football Club.

## Procedimenti giudiziari
Il 4 luglio 2011, al termine del processo sul dissesto del gruppo agroalimentare Cirio, Cragnotti è stato condannato a 9 anni di reclusione dai giudici della prima sezione penale del tribunale di Roma. Nelle motivazioni della sentenza Cragnotti è stato riconosciuto come il "dominus dell'intero gruppo" e in quanto tale "ben consapevole del fatto che l'alterazione dei bilanci avrebbe contribuito a trascinare la società nello stato di dissesto, che poi sfociava nella dichiarazione dello stato di insolvenza". L'11 aprile 2015 la seconda sezione della Corte d'Appello di Roma ha condannato Cragnotti a 8 anni e 8 mesi, con uno sconto di quattro mesi rispetto alla condanna in primo grado per la prescrizione del reato di bancarotta preferenziale. Il 16 dicembre 2016 viene assolto dall'accusa di bancarotta fraudolenta in relazione al crac della società Cisim Food, del gruppo Cirio, perché il fatto non sussiste.
Il 6 ottobre 2017 la quinta sezione della Corte di Cassazione, pur confermando le altre imputazioni, ha disposto l'annullamento con rinvio alla Corte d'appello di Roma della sentenza di secondo grado relativamente alla bancarotta distrattiva della Brombil.
Il 26 giugno 2019 la Corte d'appello di Roma ha condannato Cragnotti a 5 anni e 3 mesi di reclusione per il reato di bancarotta fraudolenta patrimoniale commesso come amministratore di diritto e di fatto di società del gruppo Cragnotti & Partners. Cragnotti è stato invece assolto per il reato di bancarotta per causazione del dissesto della Cirio Holding e della Cirio Finanziaria a seguito dell'acquisto della Brombil. Il 12 marzo 2021 la prima sezione penale della Corte di Cassazione ha dichiarato inammissibile il ricorso presentato da Cragnotti contro la decisione della Corte d'appello di Roma del giugno 2019, rendendo definitiva la condanna a 5 anni e 3 mesi.

## Opere
- Sergio Cragnotti, Fabrizio Pennacchia, Un calcio al cuore, Fazi Editore, 2006, ISBN 9788881127917.